# Sidi Bouzid (Tunisie)
Pour les articles homonymes, voir Sidi Bouzid.
Sidi Bouzid (arabe : سيدي بوزيد  [sidi buːzid]), également appelé Sidi Bou Zid ou Sīdī Bū Zayd,, est une ville du centre de la Tunisie, chef-lieu du gouvernorat du même nom.
Peuplée de 48 284 habitants en 2014, elle est un centre administratif régional et un important centre de commercialisation agricole.

## Géographie

### Localisation
Éloignée de la mer (135 kilomètres à l'ouest de Sfax) et de la capitale (265 kilomètres au sud de Tunis), cernée par des montagnes, la ville souffre d'une situation d'enclavement qui a limité son développement. De plus, à l'échelle locale, le site de la ville est une cuvette cernée de montagnes (dont le Djebel El Kbar culminant à 793 mètres d'altitude) et menacée par les crues des oueds Gammouda et Falet Galla.
Sidi Bouzid est située au-dessus de la plus vaste nappe phréatique du pays qui atteint une superficie de 600 km2 pour une épaisseur pouvant atteindre cinquante mètres.

### Urbanisme
D'un point de vue urbain, la ville est composée d'un centre administratif organisé autour de l'hôtel de ville et du siège du gouvernorat, ainsi que des principales administrations (poste, police et administrations déconcentrées de l'État), autour duquel se déploient plusieurs quartiers appelés localement cités :
- Au Nord : Ennour Ouest, Ennour Est et El Khadra (quartiers défavorisés) ;
- A l'Est : Ouled Chelbi (populaire) ;
- Au Sud-Est : Frayjia (défavorisé) et Hay Enouamer (huppé) ;
- Au Sud : Ouled Belhedi (défavorisé) et El Filahi (huppé) ;
- Au Sud-Ouest : Yassminet (nouveau quartier encore largement en construction) ;
- Au Nord-Ouest : El Wouroud et Brahmia (intermédiaires).

À la suite de manifestations face au siège du gouvernorat lors de la révolution de 2011 ainsi qu'en juillet 2012, un nouveau siège du gouvernorat est en cours d'achèvement à la sortie Ouest de la ville, flanqué d'une nouvelle caserne de la garde nationale.

## Histoire

### Protectorat français
La ville s'est développée sous le protectorat français : c'est en 1901 qu'est créée l'école franco-arabe d'El Hamma autour du noyau villageois de Saddaguia, devenue un faubourg de la ville. En 1943, elle est le théâtre d'une bataille importante, la bataille de Sidi Bouzid.

### Révolution tunisienne

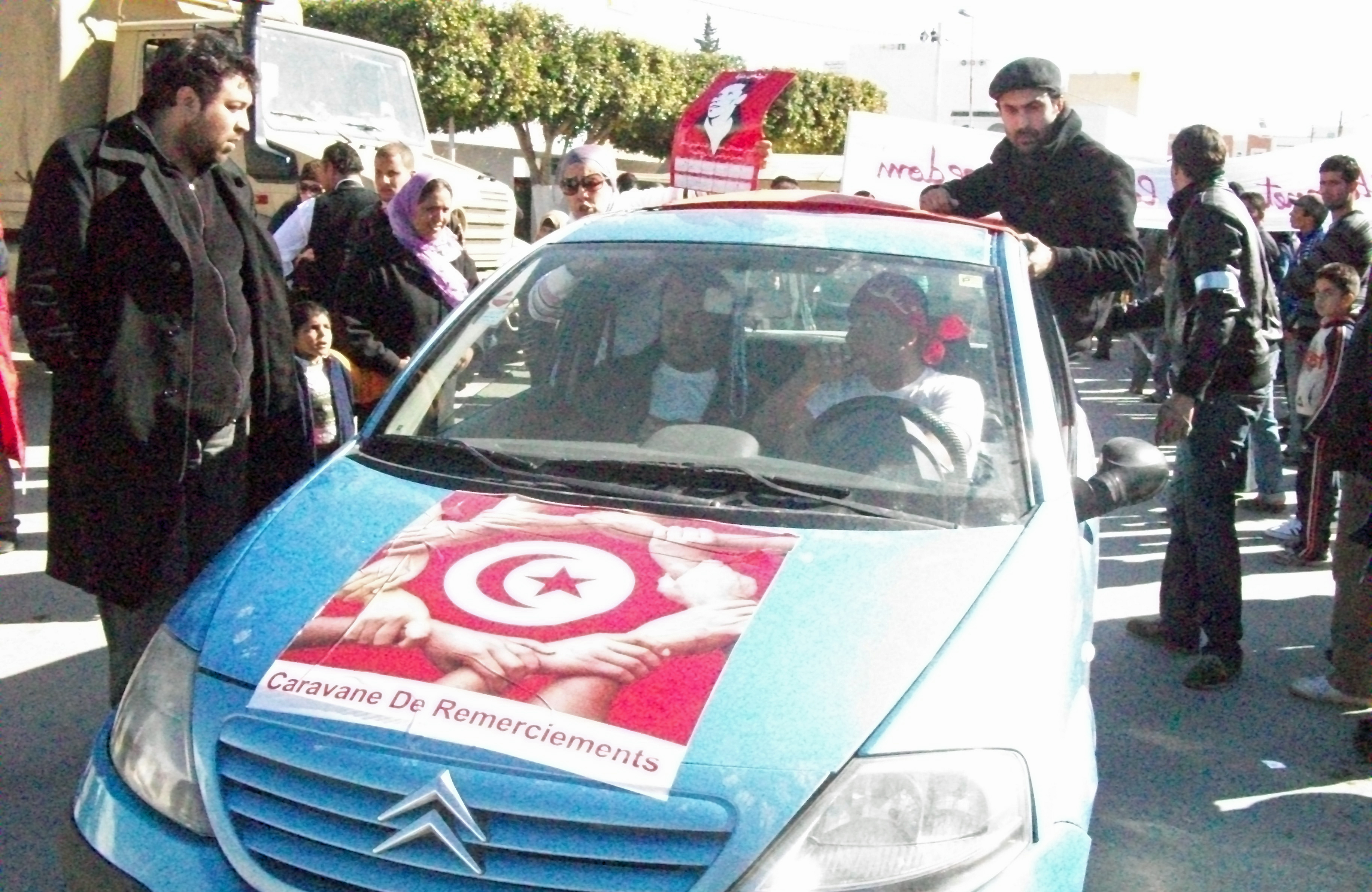
Sidi Bouzid, ville à l'origine de la révolution de 2011.

Sidi Bouzid est le théâtre, le 17 décembre 2010, d'affrontements entre des habitants et les forces de police ; les accrochages se déroulent au lendemain du suicide de Mohamed Bouazizi, un commerçant ambulant, chômeur, qui s'est immolé par le feu en réaction à la saisie de sa marchandise par les autorités. Ces événements interviennent dans une région où le taux de chômage est élevé. Bouazizi meurt des suites de ses blessures le 4 janvier 2011 au Centre de traumatologie et des grands brûlés de Ben Arous, près de Tunis, où il avait été admis. Ces manifestations marquent le début de la révolution tunisienne, dite "Révolution du jasmin", un soulèvement populaire à dimension nationale qui provoque la fuite, le 14 janvier, du président Zine el-Abidine Ben Ali vers l'Arabie saoudite, après 23 ans au pouvoir. Cette révolution inspire à son tour d'autres soulèvements populaires dans plusieurs pays arabes, le printemps arabe.

## Politique
Abdelkader Néji, élu maire en 2018 sous les couleurs de Nidaa Tounes, meurt du coronavirus le 10 mai 2021.

## Économie
La plaine de Sidi Bouzid est consacrée à la culture des céréales, des arbres fruitiers et au maraîchage. Ainsi, la ville est le premier producteur de légumes du pays et l'un de ses principaux bassins laitiers. Elle commercialise également une race d'agneau élevée localement et qui a obtenu une AOC. Ceux du village voisin de Faïd sont particulièrement renommés.
Trois unités de séchage de tomates totalement exportatrices, la SODAF, la HTF et l'AGRIT, ainsi que trois unités de transformation de tomates et de harissa, destinées à la consommation locale et à l'exportation, sont installées dans la ville.
Le 21 juin 2014 est inaugurée à Lessouda, en banlieue de Sidi Bouzid, une usine de conditionnement laitier du groupe Délice (émanation locale du groupe français Danone), exploitée depuis avril de la même année. L'unité de 22 000 m2 représente un investissement de soxiante millions de dinars pour une capacité initiale de 250 000 litres quotidiens, avec un objectif à terme de 600 000 litres par jour. En matière d'emploi, l'unité a ouvert avec 227 emplois directs, pour 340 à terme. Outre l'impact social important dans le bassin d'emploi défavorisé de Sidi Bouzid, l'installation répond à une sous-capacité de collecte faute d'installations de conditionnement, alors que le gouvernorat de Sidi Bouzid apparaît comme le premier bassin laitier de Tunisie, avec une production d'environ 130 millions de litres annuels.

## Enseignement supérieur
L'économie centrée sur l'agriculture a conduit à ce que la ville possède un important lycée agricole où de nombreux coopérants français ont exercé par le passé.
Néanmoins, pour répondre aux besoins de tertiarisation de l'économie, l'Institut supérieur des études technologiques de Sidi Bouzid est créé le 4 août 2003 (décret de création n°2003-1664) « dans le cadre de l’adaptation des formations aux exigences du développement économique ». L'établissement dispense ainsi ses principales formations en génie électrique, génie mécanique, génie des procédés et informatique.

## Culture
La ville de Sidi Bouzid accueille chaque année un festival d'été au mois de juillet (qui se double d'un festival de littérature), et depuis 2011, d'un festival de la révolution « pour la liberté et la dignité » en décembre.